# Antillersaltator
Antillersaltator (Saltator albicollis) är en fågel i familjen tangaror inom ordningen tättingar.

## Utseende och läte
Antillersaltatorn är en liten till medelstor olivgrön tätting, med en kraftig svart och gul näbb, ljus strupe och ljust ögonbrynsstreck. Sången består av en serie ljudliga melodiska toner som stiger och faller. Bland locklätena hörs svaga "tsi" och vassa "chink".

## Utbredning och systematik
Antillsaltator förekommer i Små Antillerna och delas upp i två underarter med följande utbredning:
- S. a. guadelupensis – Guadeloupe och Dominica
- S. a. albicollis – Martinique och St Lucia

### Familjetillhörighet
Tidigare placerades Saltator i familjen kardinaler. DNA-studier visar dock att de tillhör tangarorna.

## Levnadssätt
Antillersaltatorn hittas i buskar, snår och andra låga och täta miljöer. 

## Status
Arten har ett rätt begränsat utbredningsområde, men beståndet anses vara stabilt. IUCN kategoriserar arten som livskraftig.